# Andrew Valmon
Andrew Orlando Valmon (* 1. ledna 1965 Brooklyn) je bývalý americký atlet, specializující se na běh na 400 metrů. Narodil se v Brooklynu v New Yorku a vyrůstal v New Jersey. Na počátku 90. let byl úspěšným reprezentantem zejména ve štafetových bězích na 4 × 400 metrů, když získal tři zlaté medaile (LOH v Soulu 1988 a v Barceloně 1992 a MS ve Stuttgartu 1993) a jednu stříbrnou (MS 1991 v Tokiu). Jeho osobní rekord na trati 400 metrů má hodnotu 44,28 sekundy. Po skončení závodní kariéry Valmon působil jako trenér a na LOH v Londýně roku 2012 byl šéftrenérem americké olympijské výpravy. V současnosti pracuje jako trenér atletů na Univerzitě v Marylandu. Valmon je stále spoludržitelem světového rekordu ve štafetovém běhu na 4 × 400 metrů časem 2:54,29 minuty z roku 1993.

## Osobní rekordy
Dráha
- Běh na 4 × 400 metrů – 2:54,29 min. (22.8. 1993, Stuttgart)  (Současný světový rekord)